# Martinho Joaquim Castella Quessongo
Martinho Joaquim Castella Quessongo, noto semplicemente come Castella (Benguela, 7 febbraio 1970), è un ex calciatore angolano, di ruolo centrocampista.

## Carriera

### Nazionale
Ha collezionato 20 presenze con la maglia della Nazionale.